# Boltzmannova rovnice
Boltzmannova rovnice, známá také jako Boltzmannova transportní rovnice, zavedená Ludwigem Boltzmannem, popisuje statistické rozdělení jedné částice v tekutině. Je to důležitá rovnice nerovnovážné statistické mechaniky, oblasti statistické mechaniky, která se zabývá systémy, které jsou daleko od termodynamické rovnováhy; např. v přítomnosti teplotního gradientu nebo elektrického pole. Boltzmannova rovnice se používá ke studiu schopnosti tekutiny transportovat fyzikální veličiny jako teplo a náboj, a tedy k odvození transportních vlastností, např. elektrické vodivosti, Hallovy vodivosti, viskozity a tepelné vodivosti.

## Přehled
Boltzmannova rovnice je rovnice pro časový vývoj rozdělovací funkce {\displaystyle f(\mathbf {x} ,\mathbf {p} ,t)} v jednočásticovém fázovém prostoru, kde {\displaystyle \mathbf {x} } je poloha a {\displaystyle \mathbf {p} } je hybnost. Rozdělení je definováno tak, že
{\displaystyle f(\mathbf {x} ,\mathbf {p} ,t)\,{\mathrm {d} }\mathbf {x} \,{\mathrm {d} }\mathbf {p} }
je počet částic, které se v čase {\displaystyle t} nacházejí v prostorovém elementu {\displaystyle {\mathrm {d} }^{3}x} v okolí {\displaystyle \mathbf {x} } a jejich hybnost je v intervalu {\displaystyle {\mathrm {d} }^{3}p} v okolí {\displaystyle \mathbf {p} }.
Působí-li na částice popsané {\displaystyle f} vnější síla {\displaystyle \mathbf {F} }, musí {\displaystyle f}, za předpokladu neexistence srážek, splňovat
{\displaystyle f\left(\mathbf {x} +{\frac {\mathbf {p} }{m}}\,{\mathrm {d} }t,\mathbf {p} +\mathbf {F} \,{\mathrm {d} }t,t+{\mathrm {d} }t\right)\,{\mathrm {d} }\mathbf {x} \,{\mathrm {d} }\mathbf {p} =f(\mathbf {x} ,\mathbf {p} ,t)\,{\mathrm {d} }\mathbf {x} \,{\mathrm {d} }\mathbf {p} ,}
což znamená, že mají-li nějaké částice v čase {\displaystyle t} souřadnici {\displaystyle \mathbf {x} } a hybnost {\displaystyle \mathbf {p} }, v čase {\displaystyle t+\mathrm {d} t} budou (všechny) v {\displaystyle \mathbf {x} +{\frac {\mathbf {p} }{m}}\mathrm {d} t}, s hybností {\displaystyle \mathbf {p} +\mathbf {F} \mathrm {d} t}.
Protože však ke srážkám dochází, tak se hustota částic v elementu fázového prostoru {\displaystyle \mathrm {d} \mathbf {x} } {\displaystyle \mathrm {d} \mathbf {p} } mění.
{\displaystyle f\left(\mathbf {x} +{\frac {\mathbf {p} }{m}}\mathrm {d} t,\mathbf {p} +\mathbf {F} \mathrm {d} t,t+\mathrm {d} t\right)\,\mathrm {d} \mathbf {x} \,\mathrm {d} \mathbf {p} -f(\mathbf {x} ,\mathbf {p} ,t){\mathrm {d} }\mathbf {x} \,{\mathrm {d} }\mathbf {p} =\left.{\frac {\partial f(\mathbf {x} ,\mathbf {p} ,t)}{\partial t}}\right|_{\mathrm {coll} }\,{\mathrm {d} }\mathbf {x} \,{\mathrm {d} }\mathbf {p} \,\mathrm {d} t.}
Vydělením rovnice {\displaystyle \mathrm {d} \mathbf {x} \,\mathrm {d} \mathbf {p} \,\mathrm {d} t} vznikne v limitě Boltzmannova rovnice
{\displaystyle {\frac {\partial f}{\partial t}}+{\frac {\partial f}{\partial \mathbf {x} }}\cdot {\frac {\mathbf {p} }{m}}+{\frac {\partial f}{\partial \mathbf {p} }}\cdot \mathbf {F} =\left.{\frac {\partial f}{\partial t}}\right|_{\mathrm {coll} }.}
{\displaystyle \mathbf {F} (\mathbf {x} ,t)} je síla působící mezi částicemi v tekutině a {\displaystyle m} je hmotnost částic. Člen na pravé straně rovnice popisuje efekt srážek mezi částicemi; je-li roven nule, částice se nesrážejí. Bezsrážková Boltzmannova rovnice je často chybně nazývána Liouvillova rovnice (Liouvillova rovnice je N-částicová rovnice).

## Molekulární chaos a srážkový člen (Stosszahl Ansatz)
Výše uvedená Boltzmannova rovnice nemá velký praktický význam, neboť nechává srážkový člen nespecifikovaný. Klíčová myšlenka použitá Boltzmannem byla určit srážkový člen výhradně ze srážek dvou částic, o kterých se předpokládá, že před srážkou jsou nekorelované. Tento předpoklad byl Boltzmannem nazýván 'Stosszahl Ansatz', a je také znám jako předpoklad molekulárního chaosu. Za tohoto předpokladu lze srážkový člen psát jako integrál v hybnostním prostoru přes součin jednočásticových rozdělovacích funkcí:
{\displaystyle \left.{\frac {\partial f}{\partial t}}\right|_{\mathrm {coll} }=\int \!\!\!\int g(\mathbf {p-p'} ,\mathbf {q} )\left[f(\mathbf {x} ,\mathbf {p+q} ,t)f(\mathbf {x} ,\mathbf {p'-q} ,t)-f(\mathbf {x} ,\mathbf {p} ,t)f(\mathbf {x} ,\mathbf {p'} ,t)\right]\,{\mathrm {d} }\mathbf {p'} \,{\mathrm {d} }\mathbf {q} .}